# Cosmowarrior Zero
Cosmowarrior Zero (japanisch コスモウォーリアー零) ist eine 2001 produzierte Anime-Fernsehserie, die als Fortsetzung der Ende der 1970er Jahre nach der Manga-Reihe von Leiji Matsumoto produzierten Serie Die Abenteuer des fantastischen Weltraumpiraten Captain Harlock konzipiert wurde.

## Handlung
Der lange Krieg zwischen dem Planeten Erde und den Maschinenmännern ist endlich vorbei, doch haben die Maschinenmenschen gesiegt. Warrius Zero verlor seine Familie im Krieg gegen die Maschinenarbeiter, aber trotzdem ist er Mitglied der Erdflotte, die jetzt mit den Maschinenmännern zusammenarbeitet. Sein Schiff, das sowohl aus Menschen als auch aus Maschinenmenschen besteht, hat eine nahezu unmögliche Aufgabe bekommen: den Weltraumpiraten Captain Harlock zu fassen, der die Herrschaft der neuen Herrn der Erde noch immer stört. Während Zero darum kämpft, diese Aufgabe zu erfüllen, tauchen Beweise auf, dass der Frieden zwischen Maschinenmenschen und der Erde nicht so sein mag, wie er scheint.

## Produktion und Veröffentlichung
Der Anime entstand bei den Studios Enoki Films, Tsuburaya Eizo und Vega Entertainment unter der Regie von Kazuyoshi Yokota. Hauptautor war Dr. Serial Nishioka und das Charakterdesign entwarf Keisuke Masunaga. Die künstlerische Leitung lag bei Makoto Dobashi und Taizaburō Abe. Das Mechadesign stammt von Katsumi Itabashi und Katsuyuki Tamura und die verantwortlichen Produzenten waren Kazuhito Imanishi, Shunji Namiki und Tomoyuki Imai.
Die Serie wurde in zwei Teilen veröffentlicht. Die ersten zwei Folgen wurden ab 21. Juni 2001 als Vorgeschichte unter dem Titel Young Harlock o Oe! Cosmowarrior Zero Gaiden ausgestrahlt. Die restlichen 13 Folgen wurden danach vom 7. Juli bis 29. September 2001 von TV Tokyo in Japan gezeigt. Eine deutsch untertitelte Fassung erschien 2002 und 2003 auf DVD bei Anime Virtual. Außerdem wurde der Anime ins Englische, Koreanische, Französische, Spanische, Italienische, Portugiesische und Tagalog übersetzt.

### Synchronisation
| Rolle                | japanischer Sprecher (Seiyū) |
| -------------------- | ---------------------------- |
| Captain Warrius Zero | Toshiyuki Morikawa           |
| Harlock              | Eiji Takemoto                |
| Marina Oki           | Aya Hisakawa                 |
| Emeraldas            | Kikuko Inoue                 |
| Tochiro              | Tomohiro Nishihara           |
| Grenadier            | Hidenari Ugaki               |
| Silviana             | Kaori                        |
| Nohara               | Kouhei Owada                 |
| Umihara              | Nobuaki Sekine               |
| Ishikura             | Souichiro Hoshi              |
| Rai                  | Tadashi Miyazawa             |
| Dr. Machine          | Takashi Matsuyama            |
| Battlizer            | Yoshiaki Matsumoto           |
| Yattaran             | Yoshiaki Matsumoto           |

### Musik
Der Vorspanntitel ist Jidai, gesungen von Geminiart High Quality und komponiert von Miyuki Nakajima. Das Abspannlied The book of life wurde komponiert von Emiko Shiratori und gesungen von Shiratori Emiko.